# معركة تل الفخار
معركة تل الفخار هي معركة حامية وقعت بين الجيش السوري والجيش الإسرائيلي في 9 حزيران 1967 خلال حرب 1967. جرت المعركة في نقطة تل الفخار السورية (أو مرصد جولاني لاحقاً) في هضبة الجولان وانتهت باحتلال لواء جولاني للموقع. والذي أصبح حالياً حديقة تُخلد ذكرى من سقطوا في المعركة.
يقع موقع تل الفخار أو تل فخار شمالي الجولان (إلى الجنوب من بانياس وغربي زعورة وعين فيت) ويشرف على خط تابلاين النفطي القادم من السعودية، وكان من ضمن التحصينات القوية للجيش السوري قبل 1967 المطلة على سهول الحولة الفلسطينية، ولأهميته الأستراتيجية كان هدفاً للقوات الإسرائيلية عندما غزت الجولان في حرب حزيران فاعتبرته بوابة الجولان. وقد ذكر أحد كبار الضباط الإسرائيليين أن سقوط تل الفخار يعني أن الجولان كاملاً أصبح بيد إسرائيل، اندلعت معركة تل الفخار نحو الساعة الثانية بعد ظهر يوم الجمعة 9 يونيو 1967، وكانت خطة العدو الهجومية مؤلفة من أربعة ألوية مدرعة ولواء آلي ولواء مظليين، لاختراق التحصينات الموجودة في القطاع الشمالي بحيث يتقدم اللواء الثامن المدرع (بقيادة مندلر) بمهاجمة موقع القلع شمالاً ثم أحتلال واسط متوجهاً نحو القنيطرة، في حين يتقدم لواء جولاني لاحتلال تل الفخار وتل العزيزيات ثم احتلال بانياس مدعوماً بسريتي دبابات شيرمان. بالتزامن مع زحف قوات مؤلفة من المشاة والمظليين مع لواء مدرع لاختراق موقع راوية وتل هلال وعشمورة لتحويل الانتباه عن الهجوم الرئيسي في القطاع الشمالي الذي عُزز بلواء مدرع ولواء مشاة محمول بالمروحيات متوجهين من راوية نحو واسط مروراً بكفر نفاخ لدعم قوات مندلر المتجهة نحو القنيطرة.

## خلفية تاريخية
ظلت الجبهة الإسرائيلية السورية هادئة نسبياً خلال الأيام الأربعة الأولى من حرب 67، على الرغم من تدمير القوات الجوية السورية في اليوم الأول. وكان الرد السوري هو قصف المستوطنات الإسرائيلية في الجليل الأعلى من مرتفعات الجولان كما فعلت لسنوات. تمركزت كتيبتان من المدفعية السورية بمدافع إم46 سوفيتية عيار 130 ملم وسريتين مزودتين بقذائف هاون ثقيلة ودبابات بانزر-4 الألمانية من الحرب العالمية الثانية المتمركزة على طول جرف الجولان.
تكبدت إسرائيل مقتل مدنيين اثنين وجرح 16 آخرين. كما قصف الجيش السوري 205 منزل و2 سقيفة للجرارات و6 حظائر و30 جراراً و15 سيارة و9 حظائر دجاج خلال الأيام الأربعة الأولى.

### الثلاثاء 6 حزيران 1967 (اليوم الثاني من الحرب)
شنت سوريا ثلاث هجمات على مواقع إسرائيلية في 6 حزيران: في تل القاضي، حيث كيبوتس دان وقرية شاغر يشوف على بعد 2 كم داخل الأراضي الإسرائيلية. ربما لم يكن الهدف من هذه الهجمات هو الاستيلاء على الأرض نهائياً وكان بالإمكان صدها بسهولة. لكن ضابط مراقبة مدفعي سوري أفاد بأنه «يبدو أن العدو تكبد خسائر فادحة وهو يتراجع».
أُجبر سكان الكيبوتس على العيش بشكل شبه دائم في ملاجئ تحت الأرض، على الرغم من الخسائر الطفيفة. وسط تزايد الضغط على الحكومة الإسرائيلية يومياً. فقد كتبت صحيفة هآرتس اليومية «لقد حان وقت تصفية الحسابات مع أولئك الذين بدأوا كل شيء. وحان وقت إنهاء المهمة». وبينما كان رئيس الوزراء ليفي أشكول، وهو نفسه من كيبوتس دغانيا بيت [الإنجليزية]، متعاطفاً للغاية مع المناشدات، كان وزير الدفاع موشيه ديان متردداً في فتح جبهات متعددة في نفس الوقت وكان قلقاً بشأن التدخل الروسي المحتمل نيابة عن السوريين. اتصل حاييم بير، المتحدث باسم المستوطنات في الشمال، بأشكول وصرخ بيأس «نحن نتعرض للقصف دون توقف! نطالب الحكومة بتحريرنا من هذا الكابوس!»

### الخميس 8 حزيران 1967 (اليوم الرابع من الحرب)
قصفت القوات الجوية الإسرائيلية المواقع السورية في مرتفعات الجولان طوال اليوم في 8 حزيران، في محاولة لإسكات المدافع السورية والضغط على الحكومة السورية لإعادة التفكير في موقفها حيث وافقت مصر والأردن حينها على وقف إطلاق النار. فيما يبدو أن الحرب انتهت بعد أربعة أيام.
حاول إشكول مرة أخرى التغلب على اعتراضات ديان في الساعة 1910 مساء الخميس.

### الجمعة 9 يونيو 1967 (اليوم الخامس من الحرب)

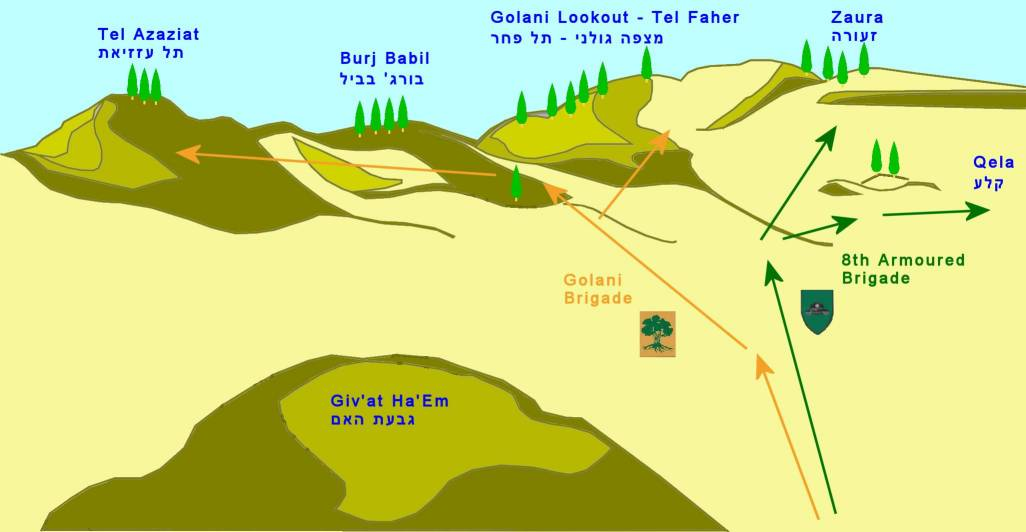
خريطة تُظهر تل العزيزيات وبرج بابل وتل فخار وزعورة

استيقظ العميد دادو إلعازار في القيادة الشمالية الساعة 0600 يوم الجمعة 9 حزيران للرد على مكالمة هاتفية من ديان: «هل يمكنك الهجوم؟ إذن اهجم». لقد غير ديان رأيه. وقال لرئيس أركانه: «إذا جلس السوريون بهدوء، فلن أوافق على أي إجراء ضدهم، ولكن إذا استمروا في القصف على الرغم من كل ضبط النفس عندنا، فسأوصي مجلس الوزراء بأن نستولي على المرتفعات بأكملها». خُطط لعملية المطرقة على أنها هجوم ليلي. لقد كان الأمر خطيراً بما فيه الكفاية حتى في الظلام، لكن إذا وقع الهجوم على مرتفعات الجولان في وضح النهار سيكون ذلك بمثابة انتحار. انتهى التخطيط للهجوم في الساعة 11:30 لإعطاء سلاح الجو الإسرائيلي الوقت الكافي لمواصلة قصفه ولمنح المهندسين العسكريين الإسرائيليين الوقت الكافي لإنشاء طريق عبر حقول ألغام العدو. ولحسن الحظ، كشفت أمطار الشتاء عن العديد من الألغام ولم يقم السوريون باستبدالها. كان سلاح الجو الإسرائيلي يُسقط حوالي 400 طن من الذخائر على المرتفعات من جبل الشيخ شمالاً حتى قرية توفيق (بالقرب من غدير الحمة [الإنجليزية]) جنوباً، شمل ذلك بعض الصواريخ التي استولت عليها من المخزونات المصرية.
لم يكن الجيش الإسرائيلي يخطط لشن الهجوم الأولي عبر طريق بيت الجمارك (مقابل غادوت [الإنجليزية]) على عكس التوقعات السورية، ولكن حيث لم يتوقع السوريون ذلك على الإطلاق، في حركة كماشة كبيرة: في الشمال من إصبع الجليل، وعلى الجهة المقابلة من جنوب بحيرة طبريا.
انتقل اللواء المدرع الثامن التابع للعقيد ألبرت ماندلر من مسرح سيناء إلى كفار زولد في الجزء الشمالي من إصبع الجليل. وكان يضم 33 دبابة إم50 وإم51 شيرمان صالحة للخدمة فقط. فتحت المدافع السورية النار في غضون دقائق، ليس على القوات المتقدمة وحسب، بل على المستوطنات الإسرائيلية. ومن بين الجرافات الثمانية المدرعة، لم تتمكن خمس منها من الوصول إلى القمة. وبدأ السوريون في مواجهتهم بنيران كثيفة.

## المعركة

### الاختراق الأول

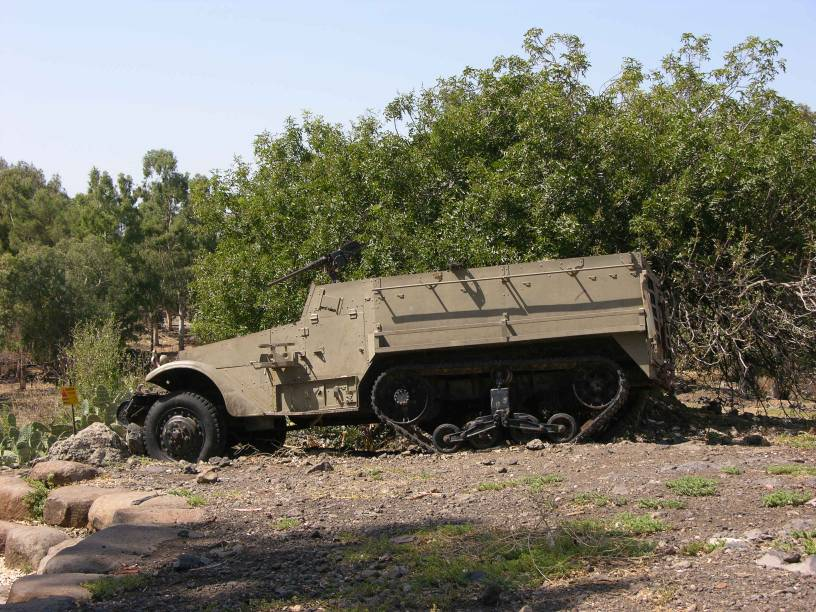
عربة إم3 نصف جنزير تابعة لالجيش الإسرائيلي في تل الفخار

وقع الاختراق بين جفعات حاييم [الإنجليزية] وتل العزيزيات. وسرعان ما اجتاحت الدبابات الموقع السوري المهجور في غور العسكر، بعد ذلك بوقت قصير نقطة القوة في نعموش، بينما كان السوريون يفرون من الموقع.
اجتازت كتيبة المشاة الأولى من لواء غولاني الحدود من نفس المكان بعد ثلاث ساعات من هجوم اللواء المدرع الثامن، لشن الهجوم على تحصينات تل فخار وتل العزيزيات.
كان الهجوم على تل الفخار صعباً بينما كان الاستيلاء على تل العزيزات سهلاً نسبياً. كان موقع تل الفخار على شكل حدوة حصان يقع على بعد 2 كم داخل مرتفعات الجولان، وكان محمياً بمدافع متعددة وحقول ألغام واسعة النطاق وثلاثة أحزمة من الأسوار المنحدرة ذات الجانبين والأسلاك الشائكة الملتفة. ورغم القصف المدفعي ظل الموقع سليم نسبياً.
وجد الضابط القائد أن التسلق المخطط له إلى الجزء الخلفي من تل الفخار لا يمكن اجتيازه وقرر قائد الكتيبة الاستمرار باتجاه الشمال. بحيث اقتربوا من الموضع الأقوى بدلاً من الهجوم من الخلف، فتعرضوا لنيران كثيفة من الدبابات السورية من على بعد بضع مئات من الأمتار . أٌعطبت ثلاث دبابات من أصل تسع دبابات شيرمان وسبعة من أصل 20 مدرعة نصف مجنزرة بسبب إطلاق النار.
أشار تقرير عسكري سوري داخلي بوضوح إلى انتشار الخوف والفوضى، وإلى حالات فرار من الجيش:
«استعدت الفصيلة الموجودة في الخندق الأمامي، على بعد 700 م من العدو، للمعركة، تحت قصف شديد. أرسل قائد الفصيل الجندي النفر جليل عيسى إلى قائد السرية يستأذنه بتغطيته، ولكن عيسى لم يجده. فأرسل قائد الفصيل عداءاً آخر عاد بصحبة الجندي فجَار حمدو كرنازي الذي أفاد باختفاء قائد السرية. وعندما وصل العدو إلى 600 م أطلق المساعد محمد يوسف إبراهيم النار من مدفع مضاد للدبابات عيار 10 إنش ودمر الدبابة الأولى. ثم قُتل مع قائد الزمرة. تقدم الرتل المعادي. فُقد المساعد الأول أنور بربر، المسؤول عن المدفع الثاني عيار 10 إنش. بحث عنه قائد الفصيل فلم يجده.. فأخذ الجندي النفر حاج الدين المدفع وأطلق وحده مدمراً دبابتين وأجبر الرتل على التقهقر، ولكنه قُتل بعد دقائق. وعندما حاول قائد الفصيل إحاطة مقر القيادة علماً بالمعلومات لاسلكياً، لم يجبه أحد».

### الهجوم الأولي للفصيلة أ

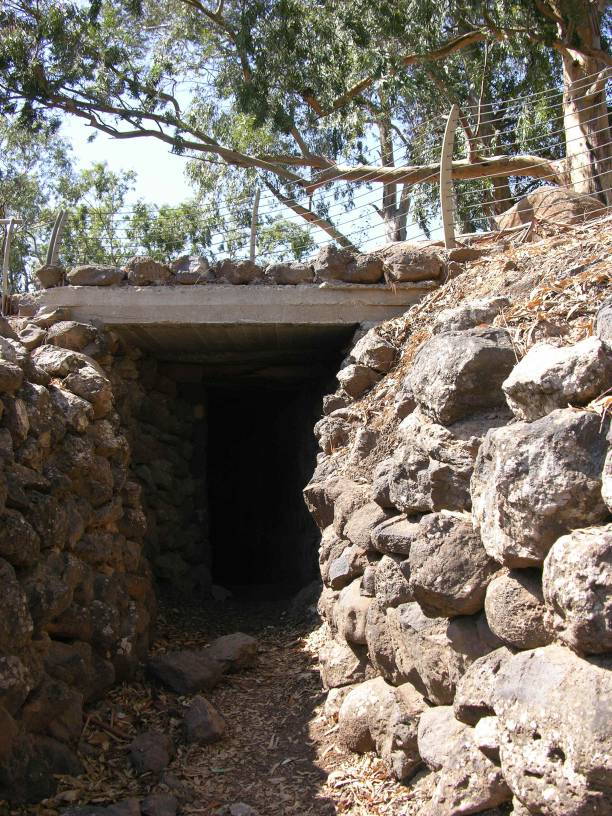
مدخل المَنَعَة

وصل المقدم موشيه «موسى» كلاين، قائد الكتيبة والسرية الرائدة المكونة من 25 جندياً فقط والذين انفصلوا حينها عن بقية الكتيبة إلى تل الفخار. أمر قائد الكتيبة، الـ25 جندياً من جولاني، الذين نجوا من النيران السورية الأولية، بمهاجمة الموقع من جناحين.
كان كل من الجزء الجنوبي والشمالي محميين بشكل كبير بالمخابئ والخنادق وصف مزدوج من الأسلاك. وتمركزت سرية من الكتيبة 187 مشاة السورية في الداخل مع ترسانة من المدافع المضادة للدبابات والمدافع الرشاشة وقذائف الهاون عيار 82 ملم. يتذكر النقيب أحمد إبراهيم خليل قائد السرية السوري: «كان ذلك الموقع أحد أكثر مواقعنا تحصيناً. لقد وضعهم (الإسرائيليين) مباشرة في شَعرة تعامد أجهزتنا تحت الرمي.»

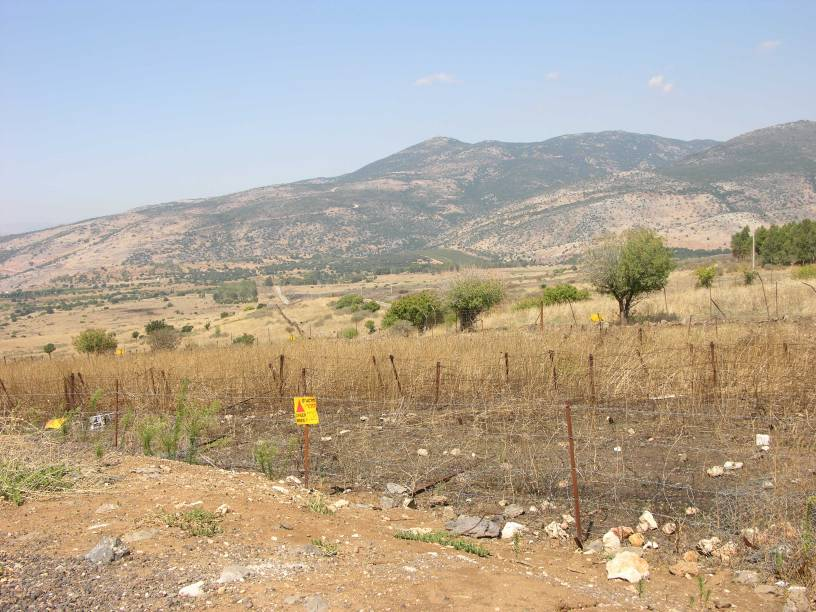
الجناح الشمالي

أمر النقيب ديكو طاقوم، قائد الجناح الشمالي لتل الفخار، رجاله بعدم إطلاق النار حتى يصل الإسرائيليون إلى السلك الشائك لحصرهم في منطقة قتل [الإنجليزية]. وبعد دقائق فقط أبلغ نائبه، الملازم أول حاتم حلاق، أن «اليهود قد صاروا في الداخل».
واستمرت المعركة لأكثر من ثلاث ساعات. ومن بين المجموعة المكونة من 11 جندياً التي قاتلت في الجزء الجنوبي، نجا 3 جنود إسرائيليين. ومن بين المجموعة الشمالية المكونة من 10 أفراد، لم ينج سوى العريف إسحاق حموي.
يسترجع حموي تلك الواقعة: «ركضت وموسى كلاين عبر الخنادق. عندما ظهرت أمامنا خوذة، لم نستطع معرفة ما إذا كانت من خوذنا أم لا. وفجأة رأينا جندي يقف أمامنا لم نستطع تحديد هويته. فصاح فيه قائد الكتيبة: كلمة السر؟ ولما لم يجب، أطلق النار عليه لكنه أخطأه. قفزنا خارج الخندق وركضنا حوالي خمسة أمتار ثم سقط موسى على وجهه قتيلاً على يد الجندي السوري الذي أخطأه قبل قليل. انتظر عامل اللاسلكي من جنودنا، الجندي السوري حتى قفز ثانية، فأطلق النار عليه وأرداه قتيلاً.»

### الفصيلة ب تستولي على برج بابل
عندما وصلت القوات الباقية من الكتيبة إلى أسفل تل الفخار، أمر ضابط العمليات الفصيلة «ب»، بالاستيلاء على برج بابل، موقع فصيلة سورية بين تل الفخار وتل العزيزيات. لم يقاوم السوريون وعادت الفصيلة «ب» للمساعدة في القتال في تل الفخار.

## وصلات خارجية
- معركة تل فخار - وزارة الدفاع السورية